# Eutrapela transferens
Eutrapela transferens är en fjärilsart som beskrevs av Walker 1860. Eutrapela transferens ingår i släktet Eutrapela och familjen mätare. Inga underarter finns listade i Catalogue of Life.